# Sassen-Trantow
Sassen-Trantow – gmina w Niemczech,  w kraju związkowym Meklemburgia-Pomorze Przednie, w powiecie Vorpommern-Greifswald, wchodząca w skład Związku Gmin Peenetal/Loitz.
Dzielnice:  
- Damerow
- Groß Zetelvitz
- Klein Zetelvitz
- Pustow
- Sassen
- Trantow
- Treuen
- Vierow
- Zarrentin
- Zarrentin Siedlung

## Osoby urodzone w Sassen-Trantow
- Jörg Drehmel (1945) – lekkoatleta